# Каиргельдин, Мурат Амангельдинович
Мурат Амангельдинович Каиргельдин (каз. Мұрат Амангелдіұлы Қайыргелдин; 15 марта 1959; село Муткенова, Актогайский район, КазССР, СССР) — казахстанский работник промышленности, машинист. Герой Труда Казахстана (2020).

## Биография
Родился 15 марта 1959 года в бывшем совхозе Чкалова (ныне Муткеновский сельский округ) Актогайского района Павлодарской области.
Окончил Павлодарский сельхозтехникум. После армии в 1980 году вернулся в совхоз, но осенью переехал в Экибастуз. Здесь пять лет работал в «Казпромтехнике», монтировал экскаваторы.
Трудовую деятельность начал с 1985 года помощником машиниста разреза «Восточный».
В 1985 году после сдачи первой очереди разреза «Восточный» стал помощником машиниста роторного экскаватора SRs(k)-2000 № 4107, участвовал в добыче и погрузке первой тонны угля в счёт добычи нового разреза.
С 1992 года работал машинистом роторного экскаватора разреза «Восточный», с 2003 года возглавлял бригаду машинистов. С первых дней работы был членом профсоюзной организации рудника «Восточный».
Его героический труд отличился рекордным объемом добычи угля на роторном экскаваторе — 700 тыс. тонн за месяц.

## Награды
- 2010 (15 декабря) — Орден «Курмет» (Почёта)[2][3]
- 2020 (3 декабря) — Звание «Қазақстанның Еңбек Ері» с вручением знака особого отличия Золотой звезды (Алтын жұлдыз) и ордена «Отан» за выдающиеся достижения в экономическом развитии Республики Казахстан и производственной деятельности.[4] (награда вручена в Акорде из рук президента РК. 14 декабря 2020 года.)[5]